# 매드 독
《매드독》은 2017년 10월 11일부터 2017년 11월 30일까지 KBS 2TV에서 방송된 수목드라마이다.

## 줄거리
천태만상 보험 범죄를 통해 대한민국의 현실을 신랄하게 드러낼 센세이셔널한 보험 범죄 조사극이다. 세상을 통쾌하게 뒤집을 대체불가의 다크히어로를 표방하는 보험 범죄 조사팀 '매드독'의 활약을 통해 답답한 현실에 시원한 카운터펀치를 날린다.

## 등장 인물

### 주요 인물
- 유지태 : 최강우 역 - 미친개. 매드독 팀의 리더
- 우도환 : 김민준 / 얀 게바우어 역 - 김박사. 거리의 사기꾼. 매드독 팀의 조커
- 류화영 : 장하리 역 - 장선수. 전 태양 생명보험 조사 팀 대리. 매드독 팀의 위장 침투업무
- 조재윤 : 박순정 역 - 치타. 조직 폭력배 출신의 간호사 자격증을 취득한 반전 있는 매드독 팀의 보험 조사원
- 김혜성 : 온누리 역 - 펜티엄. 용산 출신의 매드독 팀의 보험 조사원

### 보험사 태양생명
- 홍수현 : 차홍주 역 - 태양 생명보험 회사 전무
- 정보석 : 차준규 역 - 태양 생명보험 회사 회장. 자선 사업가. 대한민국 현금 보유액 10위 권
- 장혁진 : 박무신 역 - 태양 생명보험 조사 팀장. 보험 조사 업계 16년 차.

### 주한항공
- 최원영 : 주현기 역 - 주한 항공 모기업 대한민국 1위 항공 운송 그룹 JH 부회장

### 그 외
- 이준혁 : 조한우 역 - 대명 경찰서 지능 범죄 수사 팀 반장
- 박인환 : 변국진 역 - 전 경찰 대 법의학 교수. 아마추어 댄스 스포츠 선수.
- 백지원 : 오서라 역 - 종합병원 소아암 병동 수 간호사. 치타 박순정의 실습 선생님
- 오대환 : 안치훈 역 - AHN건축의 대표
- 홍서준 : 보험 사기꾼 이한동 역
- 김영훈 : 김범준 역 - 주한 항공 801기 부기장
- 김예준 : 최주원 역 - 최강우의 아들
- 윤종석 : 박재수 역 - 태양 생명보험 조사팀 신입
- 송재희 : 한성진 역 - 이수오의 대학 선배
- 박지연 : 강은주 역
- 강정구 : 이수오 역 - 강은주의 남편
- 엄지만 : 김 형사 역
- 조영진 : 온주식 지검장 역 - 검찰 지검장. 누리의 아버지.
- 공상아 : 이미란 역 - 태양 생명보험 설계사
- 차성제 : 하성 역
- 박성훈 : 고진철 역 - 태양 생명보험 사기범
- 전배수 : 신지웅 역 - 주한 항공 801기 기장
- 정진 : 이영호 역 - JH 법무 팀장
- 임승대 : 방진석 기자 역
- 박상휘 : 한상봉 비서 역 - 주현기의 비서
- 진현광 : 연구원 역
- 윤종인 : 형사 역
- 윤종원 : 요원 역
- 정현석 : 관제탑 스태프 역
- 홍희원 : 진경수 검사 역
- 박민정 : 이영미 회계사 역
- 김재일

## 촬영지
- 청아공원
- 대우프라자

## 시청률
최저 시청률과 최고 시청률은 시청률 조사회사와 지역별로 시청률에 차이가 있을 수 있습니다.
| 2017년 | 2017년    | 2017년                | 2017년         | 2017년       | 2017년         | 2017년       |
| 회차   | 방송일    | 부제 (서브 타이틀)    | TNmS 시청률    | TNmS 시청률  | AGB 시청률     | AGB 시청률   |
| 회차   | 방송일    | 부제 (서브 타이틀)    | 대한민국(전국) | 서울(수도권) | 대한민국(전국) | 서울(수도권) |
| ------ | --------- | --------------------- | -------------- | ------------ | -------------- | ------------ |
| 제1회  | 10월 11일 | 짜고 치는 고스톱      | 6.2%           | 6.6%         | 5.5%           | 6.2%         |
| 제2회  | 10월 12일 | 가족                  | 5.4%           | 6.4%         | 4.8%           | 5.5%         |
| 제3회  | 10월 18일 | 1 vs 4                | 8.2%           | 7.9%         | 6.9%           | 6.6%         |
| 제4회  | 10월 19일 | 죽은 사람을 쫓는 이유 | 5.8%           | 6.4%         | 5.5%           | 6.1%         |
| 제5회  | 10월 25일 | 살아서, 행복합니까?   | 7.1%           | 7.5%         | 6.4%           | 6.5%         |
| 제6회  | 10월 26일 | PULL UP               | 5.8%           | 6.5%         | 5.7%           | 6.4%         |
| 제7회  | 11월 1일  | 무는 개는 짖지 않는다 | 5.5%           | 5.8%         | 5.5%           | 5.7%         |
| 제8회  | 11월 2일  | 낚시터에서            | 5.1%           | 5.5%         | 5.6%           | 6.1%         |
| 제9회  | 11월 8일  | 배신자                | 7.2%           | 7.8%         | 7.1%           | 7.0%         |
| 제10회 | 11월 9일  | 개가 해를 보고 짖는다 | 7.1%           | 7.3%         | 6.8%           | 6.6%         |
| 제11회 | 11월 15일 | 도와줘                | 6.4%           | 6.1%         | 6.8%           | 6.9%         |
| 제12회 | 11월 16일 | 독                    | 6.4%           | 6.7%         | 6.4%           | 6.6%         |
| 제13회 | 11월 22일 | SHOW                  | 7.2%           | 7.8%         | 7.4%           | 7.5%         |
| 제14회 | 11월 23일 | 개와 늑대의 시간      | 8.0%           | 7.8%         | 8.3%           | 8.4%         |
| 제15회 | 11월 29일 | 주어가 없다           | 7.8%           | 7.5%         | 7.5%           | 7.5%         |
| 제16회 | 11월 30일 | 김박사, IN (최종회)   | 9.3%           | 8.6%         | 9.7%           | 9.7%         |

## OST

### Part.1
| #            | 제목                       | 작사         | 작곡                        | 가수         | 재생 시간 |
| ------------ | -------------------------- | ------------ | --------------------------- | ------------ | --------- |
| 1.           | 〈해가 지기 전에〉         | 김태성       | The 91 West, 김태성, 김용신 | 에릭 남      | 3:9       |
| 2.           | 〈해가 지기 전에 (Inst.)〉 |              | The 91 West, 김태성, 김용신 |              | 3:9       |
| 총 재생 시간 | 총 재생 시간               | 총 재생 시간 | 총 재생 시간                | 총 재생 시간 | 6:18      |

### Part.2
| #            | 제목                    | 작사           | 작곡                      | 가수         | 재생 시간 |
| ------------ | ----------------------- | -------------- | ------------------------- | ------------ | --------- |
| 1.           | 〈What I Want〉         | 김태성, 김수윤 | The 91 West, Shayan Amiri | 니화         | 3:18      |
| 2.           | 〈What I Want (Inst.)〉 |                | The 91 West, Shayan Amiri |              | 3:18      |
| 총 재생 시간 | 총 재생 시간            | 총 재생 시간   | 총 재생 시간              | 총 재생 시간 | 6:36      |

### Part.3
| #            | 제목                  | 작사         | 작곡                 | 가수         | 재생 시간 |
| ------------ | --------------------- | ------------ | -------------------- | ------------ | --------- |
| 1.           | 〈울어도 돼〉         | 찬양         | 김태성, 찬양, 김용신 | 찬양         | 4:23      |
| 2.           | 〈울어도 돼 (Inst.)〉 |              | 김태성, 찬양, 김용신 |              | 4:23      |
| 총 재생 시간 | 총 재생 시간          | 총 재생 시간 | 총 재생 시간         | 총 재생 시간 | 8:46      |

## 수상
- 2017년 KBS 연기대상 남자조연상 최원영
- 2017년 KBS 연기대상 남자신인상 우도환
- 2017년 KBS 연기대상 여자신인상 류화영

## 동시간대 드라마
- MBC 수목 미니시리즈

《병원선》 (2017년 8월 30일 ~ 2017년 11월 2일)
《로봇이 아니야》 (2017년 12월 6일 ~ )
- SBS 드라마 스페셜

《당신이 잠든 사이에》 (2017년 9월 27일 ~ 2017년 11월 16일)
《이판, 사판》 (2017년 11월 22일 ~ 2018년 1월 11일)

## 같이 보기
- 대한민국의 텔레비전 드라마 목록 (ㅁ)
- 2017년 대한민국의 텔레비전 드라마 목록